# Brain Drill
Brain Drill var en amerikansk musikgrupp inom genrerna brutal death metal och technical death metal. Bandets texter handlar om bland annat döden, blodbad och harmagedon.

## Diskografi
Studioalbum
- 2008 – Apocalyptic Feasting
- 2010 – Quantum Catastrophe
- 2016 – Boundless Obscenity

EP
- 2006 – The Parasites